# Lavant Cup
Der Lavant Cup war ein Monoposto-Rennen, das auf der Rennstrecke von Goodwood von 1949 bis 1962 ausgefahren wurde.

## Geschichte

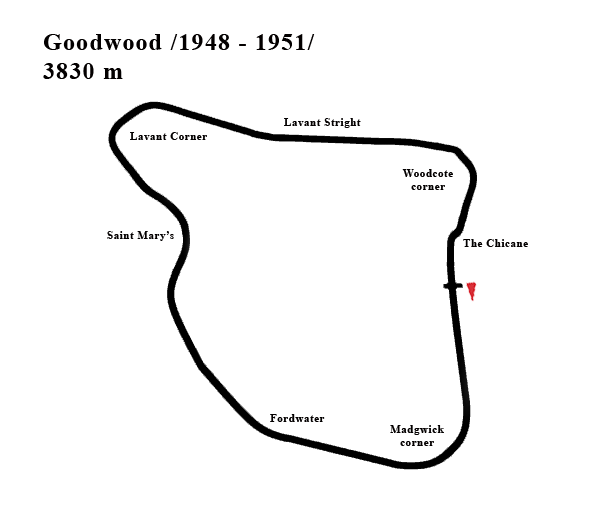
Goodwood Circuit: Streckenführung 1948

Der erste Lavant Cup wurde 1949 für Rennwagen der Formel-2-Klasse ausgeschrieben. Mit dem Cup wollte man dieser neuen Rennklasse Rechnung tragen und außerdem eine Rennveranstaltung für Nachwuchsfahrer schaffen. Innerhalb kurzer Zeit wurde der Cup aber so prestigeträchtig, dass bis Ende der 1950er-Jahre so gut wie alle namhaften britischen Rennteams- und fahrer daran teilnahmen.
Den ersten Cup gewann 1949 Dudley Folland auf einem Ferrari 166SC. Britische Spitzenfahrer wie Roy Salvadori, der 1955 auf einem Connaught Type A siegreich blieb und Tony Brooks, der 1957 auf einem Cooper T41 antrat, sicherten sich den Cup. 1958 und 1959 holte sich Jack Brabham den Sieg, wobei er 1958 einen Cooper T43 fuhr und im Folgejahr das Rennen auf einem Cooper T45 bestritt. Letzter Formel-2-Sieger war 1960 Innes Ireland, auf einem Lotus 18.
1961 war der Cup für die kurzlebige Intercontinental Formula ausgeschrieben, 1962 war er ein nicht zur Weltmeisterschaft zählendes Formel-1-Rennen. Nach einem Sieg von Stirling Moss im Jahr 1961 siegte 1962 – beim letzten Lavant Cup – der Neuseeländer Bruce McLaren auf einem Werks-Cooper T55.

## Ergebnisse
| Auflage | Datum                      | Klasse                   | Sieger                          | Zweiter                      | Dritter                | Pole-Position             | Schnellste Rennrunde      |
| ------- | -------------------------- | ------------------------ | ------------------------------- | ---------------------------- | ---------------------- | ------------------------- | ------------------------- |
| 1       | 18. April 1949             | Formel 2                 | Dudley Folland (Ferrari)        | Frank Kennington (Cisitalia) | Jack Fairman (Riley)   | Peter Clark (H.R.G.)      | Dudley Folland (Ferrari)  |
|         | 1950–1951: Kein Lavant Cup |                          |                                 |                              |                        |                           |                           |
| 4       | 4. April 1952              | Formel 2                 | Mike Hawthorn (Cooper)          | Alan Brown (Cooper)          | Eric Brandon (Cooper)  | Mike Hawthorn (Cooper)    | Mike Hawthorn (Cooper)    |
| 5       | 6. April 1953              | Formel 2                 | Toulo de Graffenried (Maserati) | Roy Salvadori (Connaught)    | Tony Rolt (Connaught)  | Roy Salvadori (Connaught) | Roy Salvadori (Connaught) |
|         | 1954: Kein Lavant Cup      |                          |                                 |                              |                        |                           |                           |
| 6       |                            | Formel 2                 | Roy Salvadori (Connaught)       |                              |                        |                           |                           |
|         | 1956: Kein Lavant Cup      |                          |                                 |                              |                        |                           |                           |
| 8       | 22. April 1957             | Formel 2                 | Tony Brooks (Cooper)            | Jack Brabham (Cooper)        | Ron Flockhart (Lotus)  | Tony Brooks (Cooper)      | Roy Salvadori (Cooper)    |
| 9       | 7. April 1958              | Formel 2                 | Jack Brabham (Cooper)           | Graham Hill (Lotus)          | Cliff Allison (Lotus)  | Roy Salvadori (Cooper)    | Graham Hill (Lotus)       |
| 10      | 30. März 1959              | Formel 2                 | Jack Brabham (Cooper)           | Roy Salvadori (Cooper)       | Jim Russell (Cooper)   | Jack Brabham (Cooper)     | Roy Salvadori (Cooper)    |
| 11      | 18. April 1960             | Formel 2                 | Innes Ireland (Lotus)           | Stirling Moss (Porsche)      | Roy Salvadori (Cooper) | Innes Ireland (Lotus)     | Innes Ireland (Lotus)     |
| 13      | 3. April 1961              | Intercontinental Formula | Stirling Moss (Cooper)          | Bruce McLaren (Cooper)       | Graham Hill (BRM)      | Bruce McLaren (Cooper)    | Bruce McLaren (Cooper)    |
| 14      | 23. April 1962             | Formel 1                 | Bruce McLaren (Cooper)          | Roy Salvadori (Lola)         | Tony Shelly (Lotus)    | Bruce McLaren (Cooper)    | Bruce McLaren (Cooper)    |